# تشاتهام (نيويورك)
تشاتهام (بالإنجليزية: Chatham (town), New York)‏ هي بلدة أمريكية تقع في الولايات المتحدة في مقاطعة كولومبيا، نيويورك. يقدر عدد سكانها بـ 4,128 نسمة ومساحتها 138.7 كم2 وترتفع عن سطح البحر 73 متر.

## أعلام
- عاموس إيتون
- ستيفن جيلبورن
- مارغريت شابمان